# Енрике IV (Кастилия)
Енрике IV Безсилния (на испански: Enrique IV el Impotente; * 25 януари 1425, Валядолид ; † 11 декември 1474, Мадрид) е последен крал на Кастилия и Леон преди династическата уния между Кастилия и Арагон.

## Произход и младост
Енрике е син на Хуан II Кастилски и Мария Арагонска и по-голям еднокръвен брат на Изабела Кастилска.
Възпитава се под попечителството на Алваро де Луна, фаворит на баща му. От млада възраст се намира под влиянието на своя фаворит Хуан Пачеко, който с години съсредоточава в ръцете си властта. Недоброжелателите му, особено в Арагон, намекват за особени отношения между тях, макар че преки доказателства за това няма.

## Брак с Бланка II Наварска
През 1436 г. Енрике е сгоден за Бланка II Наварска, с което трябвало да се укрепи мирният договор между Кастилия и Навара. Двамата са венчани на 16 септември 1440 г. във Валядолид, където наварската кралица Бланка I лично придружава дъщеря си.
Бракът между Енрике и Бланка Наварска продължава 13 години, без да бъде консумиран. Едва през 1453 г. Енрике официално иска бракът им да бъде разтрогнат на това основание, а специална комисия потвърждава непорочността на Бланка. Разводът получава папско разрешение (папа Николай V), като за официална причина за провала му била посочена „вещерска сила“, която пречила на Енрике да изпълнява съпружеските си задължения. Поради това в кралството се носел слухът, че Енрике Кастилски е импотентен. След като бракът ѝ е разтрогнат, Бланка е върната обратно в Навара.

## Управление (1454 – 1474)
Наследява баща си Хуан II Кастилски след смъртта му през 1454 г.

### Брак с Жуана Португалска
На 21 май 1455 в Кордоба Енрике IV се жени за Жуана Португалска, първи братовчеди по майчина линия и втори братовчеди по бащина линия.
През февруари 1462 г., на шестата година от брака си, Жуана ражда дъщеря Хуана, която често наричали Белтранеха, тъй като според слуховете неин биологичен баща е херцог Белтран де ла Куева, когото всички подозирали, че е дългогодишен любовник на кралицата. В резултат кралят прогонва Жуана от двора в замъка на кардинал Фонсека в Кока, Сеговия. Там кралицата започва любовна връзка с племенника на епископа, от която се раждат двама незаконни сина. През 1468 г. Енрике IV разтрогва брака си с Жуана, мотивирайки се с това, че от самото си начало той е бил незаконен.

### Смърт и приемник
Още приживе Енрике неколкократно посочва като свои приемници ту сестра си Исабела Кастилска, ту дъщеря си Хуана. Поради тази неяснота след неговата смърт през 1474 г. започва гражданска война между поддръжниците на двете претендентки Исабела и Хуана, наричана Война за кастилското наследство. Последните искат помощ от Афонсу V Португалски, чичо и от 1475 г. съпруг на Хуана. Сестра му, бившата кралица Жуана също отстоява правата на дъщеря си над кастилския престол, но скоро умира.
Кулминация на противоборството е битката при Торо на 1 март 1476 година, в която португалците търпят поражение. Войната завършва през 1479 година, като Изабела I става кралица на Кастилия.
Енрике IV е погребан в кралския пантеон в Гваделупския манастир.

## Потомци
От първия брак (1440 – 1453) с Бланка Наварска (* 1424; † 1464) Енрике няма деца.
От втория брак (1455 – 1474) с Жуана Португалска (* 1439; † 1475) Енрике има единствена дъщеря Хуана (* 1462 †1530). Не е неизвестно, дали Хуана в действителност е дъщеря на Енрике IV или на неговия фаворит Белтран де ла Коева.